# Gabriel Brizard
Gabriel Brizard (* 1744 in Paris; † 23. Januar 1793 in Paris) war ein französischer Parlamentsadvokat, Geschichtsforscher und Schriftsteller.

## Leben
Gabriel Brizard war ein Advokat beim Parlement de Paris, stand in Verbindung mit dem Kabinett des Königs und beaufsichtigte die Archive des Ordens vom heiligen Geist. Abbé, wie er häufig genannt wurde, war er nie. Er unterstützte vielen Reformen der Französischen Revolution, bewunderte Voltaire und teilte dessen antiklerikalen Ansichten. Außerdem verehrte er Jean-Jacques Rousseau sowie den französischen Politiker und Philosophen Gabriel Bonnot de Mably. Er starb Anfang 1793 verarmt in Paris.
Die Werke von Gabriel Brizard zeugen von einem gründlichen Quellenstudium und regem Forschungsgeist, insbesondere seine in ihrer Art musterhafte, auf Kosten des Erzbischofs von Paris, Christophe de Beaumont, gedruckte und an alle großen Bibliotheken verschenkte Histoire généalogique de la maison de Beaumont, en Dauphiné, avec les pièces justificatives pour servir de preuve à l’histoire (2 Bde., Paris 1779) und seine gelehrt-reichhaltige, auch von Seiten der Vollständigkeit und Darstellung gelungene, wenn auch nicht ganz unbefangene Geschichte der Bartholomäusnacht, die er unter dem Titel Du massacre de la Saint-Barthélemy et de l’influence des étrangers en France durant la ligue, discours historique avec  les preuves et développémens (2 Bde., Paris 1790; dt. Leipzig 1791) publizierte.
Brizards Fragment de Xénophon, nouvellement trouvé dans les ruines de Palmyre par un Anglais, traduit du grec en français (Paris 1783) ist eine allegorische Dichtung, die sich auf die Amerikanische Revolution bezieht. Außerdem verfasste er Aufsätze im Mercure de France. Mit Louis-Sébastien Mercier, François Henri Stanislas de l’Aulnaye und Pierre Prime Félicien le Tourneur besorgte er eine nach Materien geordnete und mit Anmerkungen versehene Ausgabe des Gesamtwerks von Jean-Jacques Rousseau (39 Bde., Paris 1788ff.). Ferner brachte er eine Edition der Observations sur l’histoire de France von Mably (6 Bde., 1788) heraus.

## Weitere Werke
- Éloge de Charles V, dit le sage, roi de France, Paris 1768
- De l’amour de Henri IV pour les lettres, Paris 1785–1786
- Lettre à un ami sur l’assemblée des notables (unter dem Pseudonym Gallophile), Paris 1787
- Éloge historique de l’abbé de Mably, Paris 1787 (von der Académie des Inscriptions et Belles-Lettres mit einem Preis ausgezeichnet)
- Analyse du Voyage pittoresque de Naples et de Sicile, de l’abbé de Saint-Non, 2 Bde., Paris 1787–1792
- Modestes observations sur le mémoire des princes, Paris 1788
- Discours historique sur le caractère et la politique de Louis XI, Paris 1791
- Notice sur J.-Cl. Richard de Saint-Non, Paris 1792 (Neuausgabe 1829)